# Markéta Bourbonská (1211–1256)
Markéta Bourbonská (1211–1256, Provins) byla navarrská královna a hraběnka ze Champagne, manželka krále Theobalda I.

## Život
Narodila se v roce 1211 z prvního manželství bourbonského pána Archambauda VIII. s Alix z Forezu.
Roku 1232 byla provdána za hraběte Theobalda IV. ze Champagne. O deset let starší hrabě byl již dvakrát ženat, první manželství skončilo rozvodem a druhé smrtí manželky Anežky z Beaujeu († 1231). Markéta mu přinesla pěkné věno a po jeho boku se roku 1234 stala navarrskou královnou. Během více než dvacet let trvajícího manželství porodila šest dětí.
V létě 1253 ovdověla a podařilo se jí urychleným představením staršího syna Theobalda jako nástupce zabránit nástupnické krizi a otevřené vzpouře v Pamploně. Společně s aragonským králem Jakubem se stala na další tři roky regentkou. Během doby svého regentství řešila majetkový konflikt s templáři, kteří ve velkém skupovali majetek v Champagni a zakázala jim nákup feudálního majetku. Zemřela roku 1256 na úplavici a byla pohřbena v klášteře Clairvaux.

## Potomci
- Eleonora (1233–1235)
- Theobald II. (1238–1270), navarrský král a hrabě ze Champagne ∞ 1255 francouzská princezna Isabela (1242–1271)
- Beatrix (1242–1295) ∞ 1258 burgundský vévoda Hugo IV. (1212–1272)
- Petr (1242–1265), není dvojčetem Beatrix
- Markéta (1243–1306) ∞ 1255 lotrinský vévoda Fridrich III. († 1302)
- Jindřich I. (1244–1274) ∞ 1269 Blanka z Artois